# 箱崎文応
箱崎 文応（はこざき ぶんおう、1892年（明治25年）4月7日 - 1990年（平成2年）2月6日 ）は、天台宗の僧侶。比叡山延暦寺の千日回峰行を戦前満行した行者として知られる。天台宗北嶺大行満大阿闍梨、大僧正、比叡山一山　飯室谷不動堂長寿院住職を務めた。

## 経歴
福島県石城郡小名浜町（現・いわき市）に生まれる。出生時の名は箱崎作。
1930年、海難事故に遭い遭難者の菩提を願い比叡山に入る。翌年、大乗院住職、小森文諦の門弟となり、文応を名乗る。 　　
四度加行の満行（1932年）、入壇灌頂履修（1933年）を経て、1934年より回峰修行に入る。1938年10月25日より11月2日の間、断食・断水・不眠・不臥の堂入修行をおこなった。1940年10月に一千日を満行し、北嶺大行満大阿闍梨となる。 
以降、吉野大峰山回峰一百日（1942年）、比叡山飯室回峰一百日（1943年）、木曽御嶽回峰一百日（1944年）の回峰行をおこない、1948年の比良山回峰に際しては比良山頂に回峰修行場を開いた。
1950年、比叡山延暦寺一山長寿院住職となり、1971年に大僧正（天台宗布教師一等待遇）に任じられる。　
1990年2月6日、長寿院にて遷化（世寿98歳、法寿58歳）。
没後の1992年5月20日、出身地に近いいわき市勿来町の大高寺に、文応の記念碑が建立された。

## 関連文献
新聞記事
- 福島民友新聞1992年5月18日（記念碑建立の報道）
- 福島民報1992年5月20日（記念碑建立の報道）
- いわき民報1992年5月21日（記念碑建立の報道）
- 松村栄子「いわきで生まれた大阿闍梨」福島民報2008年1月1日

書籍
- 島一春『行道に生きる―比叡山千日回峰行者 酒井雄哉』佼成出版社、1983年
- 長尾三郎『生き仏になった落ちこぼれ―酒井雄哉大阿闍梨の二千日回峰行』講談社、1988年（<講談社文庫>、1992年）
- いわきが生んだ大僧正　箱崎文應伝 鈴木秀ヲ  雄峰舎(八幡印刷株式会社)2021年3月25日